# William Nelson (zapaśnik)
William L. Nelson – amerykański zapaśnik, brązowy medalista igrzysk olimpijskich w Saint Louis w 1904 w zapasach w stylu wolnym w wadze muszej.
W 1904 w turnieju olimpijskim w kategorii muszej brało udział jedynie trzech zawodników, wszyscy reprezentowali Stany Zjednoczone. Nelson nie wygrał żadnej walki – w półfinale przegrał z Gustavem Bauerem. Wobec tego, że w zawodach uczestniczyło zaledwie trzech zapaśników, Nelson zdobył brązowy medal.
Reprezentował St. George's Athletic Club z Nowego Jorku.
Mistrz Amateur Athletic Union w 1899 i 1900 roku.